# Virginia kommun
Virginia är en kommun i Honduras.   Den ligger i departementet Departamento de Lempira, i den sydvästra delen av landet, 130 km väster om huvudstaden Tegucigalpa. Antalet invånare är 2 666.